# William Jøhnk Nielsen
William Jøhnk Juel Nielsen (5. juli 1997 i Hundested) er en dansk skuespiller, der debuterede i Golden Globe- og Oscarvinderen Hævnen, som Christian, der lige havde mistet sin mor.
Han voksede op i Malaysia og Tyskland og taler flydende engelsk.[kilde mangler]

## Filmografi
- Bare tjue (2016) - Simon Kastrup Norvik
- Nylon (2015, kortfilm) - Victor
- Dannys dommedag (2014) - Danny
- En kongelig affære (2012) - kong Frederik 6., 15 år gammel
- Hævnen (2010) - Christian
- Skavengers